# Wangerland
Wangerland település Németországban, azon belül Alsó-Szászország tartományban. Lakosainak száma 9197 fő (2023. december 31.). Wangerland Wilhelmshaven, Jever és Schortens községekkel határos.

## Népesség
A település népességének változása:
| Lakosok száma | 9061 | 9285 | 9275 | 9190 | 9130 | 9149 | 9197 |
|               | 2014 | 2016 | 2017 | 2019 | 2021 | 2022 | 2023 |